# 耶布勒
耶布勒（法語：Yèbles，法語發音：[jɛbl] ⓘ）是法国塞纳-马恩省的一个市镇，属于默伦区。

## 地理
耶布勒（48°38'16"N, 2°46'12"E）面积11.68 平方千米，位于法国法蘭西島大區塞纳-马恩省，该省份为法国北部内陆省份，北起瓦兹省，西接埃松省、马恩河谷省、塞纳-圣但尼省和瓦兹河谷省，南至卢瓦雷省，东南接约讷省，东临马恩省和奥布省，东北接埃纳省。
与耶布勒接壤的市镇（或旧市镇、城区）包括：奥祖埃尔勒武尔日、昂德勒泽勒、尚德伊、布里地区绍姆、克里斯努瓦、吉涅、布里地区苏瓦尼奥勒。

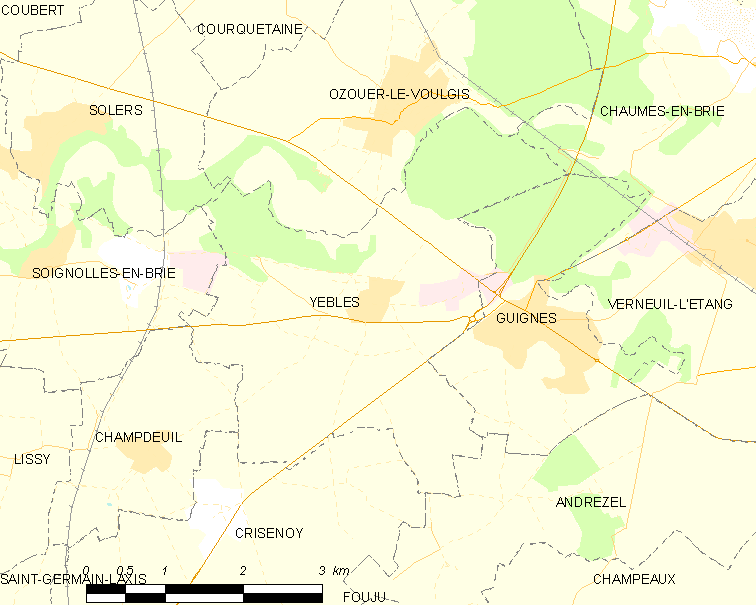
耶布勒的OSM定位图

耶布勒的时区为UTC+01:00、UTC+02:00（夏令时）。

## 行政
耶布勒的邮政编码为77390，INSEE市镇编码为77534。

## 政治
耶布勒所属的省级选区为楠日县。

## 人口

1962-2008年间耶布勒人口变化图示

耶布勒于2022年1月1日时的人口数量为970人。